# Sportverein Eintracht Trier 05 2013-2014
Questa voce raccoglie le informazioni riguardanti lo Sportverein Eintracht Trier 05 nelle competizioni ufficiali della stagione 2013-2014.

## Stagione
Nella stagione 2013-2014 l'Eintracht Trier, allenato da Roland Seitz e Jens Kiefer, concluse il campionato di Regionalliga sudovest al 6º posto. In Coppa di Germania l'Eintracht Trier fu eliminato al primo turno dal Colonia.

## Rosa
| N. |                        | Ruolo | Calciatore        |
| -- | ---------------------- | ----- | ----------------- |
| 1  | Germania (bandiera)    | P     | Andreas Lengsfeld |
| 2  | Germania (bandiera)    | D     | Torge Hollmann    |
| 4  | Germania (bandiera)    | D     | Fouad Brighache   |
| 5  | Germania (bandiera)    | D     | Christoph Buchner |
| 6  | Germania (bandiera)    | C     | Christopher Spang |
| 7  | Germania (bandiera)    | C     | Lars Bender       |
| 8  | Germania (bandiera)    | C     | Christoph Anton   |
| 9  | Paesi Bassi (bandiera) | C     | Sylvano Comvalius |
| 10 | Germania (bandiera)    | C     | Alon Abelski      |
| 11 | Germania (bandiera)    | A     | Albutrin Aliu     |
| 13 | Germania (bandiera)    | C     | Steven Kröner     |
| 15 | Germania (bandiera)    | D     | Fabian Zittlau    |

| N. |                                 | Ruolo | Calciatore         |
| -- | ------------------------------- | ----- | ------------------ |
| 17 | Germania (bandiera)             | D     | Lars Guenther      |
| 18 | Germania (bandiera)             | A     | Marco Quotschalla  |
| 19 | Germania (bandiera)             | A     | Erik Michels       |
| 20 | Germania (bandiera)             | D     | Michael Dingels    |
| 21 | Bosnia ed Erzegovina (bandiera) | C     | Fahrudin Kuduzovic |
| 22 | Germania (bandiera)             | D     | Thomas Konrad      |
| 23 | Germania (bandiera)             | C     | Matthias Cuntz     |
| 24 | Giappone (bandiera)             | C     | Ken Asaeda         |
| 25 | Kosovo (bandiera)               | A     | Kushtrim Lushtaku  |
| 26 | Germania (bandiera)             | P     | Dominik Thömmes    |
| 27 | Germania (bandiera)             | P     | Chris Keilmann     |

## Organigramma societario
Area tecnica
- Allenatore: Jens Kiefer
- Allenatore in seconda: Daniel Lingfeld, Rudi Thömmes
- Preparatore dei portieri:
- Preparatori atletici:
- Analisi video:

## Calciomercato

### Sessione estiva
| Acquisti | Acquisti          | Acquisti          | Acquisti |
| R.       | Nome              | da                | Modalità |
| -------- | ----------------- | ----------------- | -------- |
| A        | Moussa Touré      | Ulma              |          |
| C        | Lars Bender       | Kickers Offenbach |          |
| D        | Christoph Buchner | Chemnitz          |          |
| C        | Matthias Cuntz    | Altach            |          |
| D        | Lars Guenther     | Wehen Wiesbaden   |          |
| P        | Chris Keilmann    | Kaiserslautern II |          |

| Cessioni | Cessioni          | Cessioni                 | Cessioni |
| R.       | Nome              | a                        | Modalità |
| -------- | ----------------- | ------------------------ | -------- |
| D        | Daniel Braun      | Salmrohr                 |          |
| D        | Baldo Di Gregorio | Eintracht Francoforte II |          |
| C        | Tim Hartmann      | Salmrohr                 |          |
| C        | Marc Inhestern    | Salmrohr                 |          |
| C        | Mario Klinger     | Homburg                  |          |
| C        | Steven Lewerenz   | Magonza II               |          |
| P        | Stephan Loboué    | Wacker Burghausen        |          |
| A        | Chhunly Pagenburg | FSV Francoforte          |          |
| A        | Burak Sözen       | Coblenza                 |          |
| C        | Maximilian Watzka | Viktoria Berlino         |          |

### Sessione invernale
| Acquisti | Acquisti          | Acquisti        | Acquisti |
| R.       | Nome              | da              | Modalità |
| -------- | ----------------- | --------------- | -------- |
| C        | Ken Asaeda        | RW Oberhausen   |          |
| A        | Kushtrim Lushtaku | Fortuna Colonia |          |

| Cessioni | Cessioni    | Cessioni   | Cessioni |
| R.       | Nome        | a          | Modalità |
| -------- | ----------- | ---------- | -------- |
| D        | Kevin Heinz | SV Mehring |          |

## Risultati

### Regionalliga

#### Girone di andata
| Arbitro: | Braun |

|                           |           |                                       |
| Abelski 37’ Comvalius 45’ | Marcatori | 44’ Henel 57’ (rig.) Mayer 84’ Gallus |

| Arbitro: | Schmitt |

|            |           |            |
| Keller 34’ | Marcatori | 28’ Bender |

| Arbitro: | Falcicchio |

|  |           |                                    |
|  | Marcatori | 2’ Zittlau 19’ Abelski 30’ Buchner |

| Treviri 17 agosto 2013, ore 14:00 CEST 4ª giornata | Eintracht Treviri | 0 – 0 referto | Kaiserslautern II | Moselstadion (1 538 spett.)\| Arbitro: \| Fritsch \| |
| Arbitro:                                           | Fritsch           |               |                   |                                                      |

| Arbitro: | Klein |

|                          |           |                                        |
| Kehl-Gómez 62’ Frick 68’ | Marcatori | 4’ Abelski 65’ Comvalius 76’ Brighache |

| Arbitro: | Blos |

|                       |           |  |
| Buchner 19’ Cuntz 42’ | Marcatori |  |

| Worms 3 settembre 2013, ore 19:00 CEST 7ª giornata | Wormatia Worms | 0 – 0 referto | Eintracht Treviri | EWR-Arena (1 280 spett.)\| Arbitro: \| Faller \| |
| Arbitro:                                           | Faller         |               |                   |                                                  |

| Arbitro: | Schütz |

|                    |           |  |
| Comvalius 35’, 53’ | Marcatori |  |

| Arbitro: | Beck |

|  |           |                                        |
|  | Marcatori | 14’ Abelski 65’ Bender 79’ Quotschalla |

| Arbitro: | Günsch |

|                               |           |  |
| Quotschalla 51’ Comvalius 62’ | Marcatori |  |

| Arbitro: | Bartsch |

|            |           |                              |
| Treske 82’ | Marcatori | 2’ Quotschalla 11’ Comvalius |

| Arbitro: | Alt |

|             |           |             |
| Abelski 67’ | Marcatori | 29’ Senesie |

| Arbitro: | Petersen |

|                                       |           |                                    |
| Daghfous 36’ Slišković 54’ Polter 70’ | Marcatori | 23’ Cuntz 40’ Bender 59’ Comvalius |

| Arbitro: | Schmitt |

|             |           |  |
| Buchner 61’ | Marcatori |  |

| Arbitro: | Schütz |

|           |           |              |
| Mosch 66’ | Marcatori | 72’ Hollmann |

| Arbitro: | Wiatrek |

|  |           |                             |
|  | Marcatori | 24’ Reinhardt 90’ Bellanave |

| Arbitro: | Gerach |

|                          |           |             |
| Zuck 9’, 89’ Falahen 35’ | Marcatori | 70’ Zittlau |

#### Girone di ritorno
| Arbitro: | Kühlmeyer |

|                              |           |  |
| Bender 6’ Comvalius 65’, 69’ | Marcatori |  |

| Arbitro: | Endriß |

|          |           |                                                            |
| Rahn 57’ | Marcatori | 36’, 78’ Cuntz 45’, 63’ Abelski 70’ Quotschalla 86’ Bender |

| Arbitro: | Münch |

|                  |           |             |
| Bouzid 3’ (aut.) | Marcatori | 61’ Mimbala |

| Arbitro: | Blos |

|                |           |            |
| Dorow 62’, 80’ | Marcatori | 28’ Bender |

| Arbitro: | Bartsch |

|           |           |            |
| Anton 83’ | Marcatori | 67’ Weller |

| Arbitro: | Wiatrek |

|            |           |  |
| Stumpf 65’ | Marcatori |  |

| Arbitro: | Klein |

|                                           |           |  |
| Quotschalla 29’ Comvalius 69’ Abelski 72’ | Marcatori |  |

| Arbitro: | Jöllenbeck |

|          |           |  |
| Gyau 34’ | Marcatori |  |

| Arbitro: | Kessel |

|                      |           |           |
| Comvalius 44’ (rig.) | Marcatori | 53’ Pforr |

| Arbitro: | Vonderschmidt |

|           |           |                    |
| Sökler 8’ | Marcatori | 38’ (rig.) Abelski |

| Arbitro: | Gerach |

|                      |           |          |
| Comvalius 59’ (rig.) | Marcatori | 76’ Sohm |

| Arbitro: | Günsch |

|                                     |           |  |
| Skarlatidis 24’, 52’ Rühle 48’, 84’ | Marcatori |  |

| Arbitro: | Lehmann |

|             |           |  |
| Abelski 71’ | Marcatori |  |

| Arbitro: | Meisberger |

|  |           |                           |
|  | Marcatori | 28’ Buchner 46’ Comvalius |

| Treviri 9 maggio 2014, ore 19:00 CEST 32ª giornata | Eintracht Treviri | 0 – 0 referto | Kickers Offenbach | Moselstadion (1 528 spett.)\| Arbitro: \| Beck \| |
| Arbitro:                                           | Beck              |               |                   |                                                   |

| Arbitro: | Schmitt |

|                          |           |  |
| Bellanave 38’ Kilian 58’ | Marcatori |  |

| Arbitro: | Rafalski |

|               |           |                                                 |
| Kuduzovic 25’ | Marcatori | 42’, 82’ (rig.) Falahen 55’ Stanko 85’ Zwimpfer |

### Coppa di Germania
| Arbitro: | Petersen |

|  |           |                            |
|  | Marcatori | 48’ (rig.) Risse 87’ Thiel |

## Statistiche

### Statistiche di squadra
| Competizione          | Punti | In casa | In casa | In casa | In casa | In casa | In casa | In trasferta | In trasferta | In trasferta | In trasferta | In trasferta | In trasferta | Totale | Totale | Totale | Totale | Totale | Totale | DR  |
| Competizione          | Punti | G       | V       | N       | P       | Gf      | Gs      | G            | V            | N            | P            | Gf           | Gs           | G      | V      | N      | P      | Gf     | Gs     | DR  |
| --------------------- | ----- | ------- | ------- | ------- | ------- | ------- | ------- | ------------ | ------------ | ------------ | ------------ | ------------ | ------------ | ------ | ------ | ------ | ------ | ------ | ------ | --- |
| Regionalliga sudovest | 51    | 17      | 7       | 7       | 3       | 22      | 14      | 17           | 6            | 5            | 6            | 27           | 23           | 34     | 13     | 12     | 9      | 49     | 37     | +12 |
| Coppa di Germania     | -     | 1       | 0       | 0       | 1       | 0       | 2       | 0            | 0            | 0            | 0            | 0            | 0            | 1      | 0      | 0      | 1      | 0      | 2      | -2  |
| Totale                | 51    | 18      | 7       | 7       | 4       | 22      | 16      | 17           | 6            | 5            | 6            | 27           | 23           | 35     | 13     | 12     | 10     | 49     | 39     | +10 |

### Andamento in campionato
| Giornata  | 1  | 2  | 3 | 4  | 5 | 6 | 7 | 8 | 9 | 10 | 11 | 12 | 13 | 14 | 15 | 16 | 17 | 18 | 19 | 20 | 21 | 22 | 23 | 24 | 25 | 26 | 27 | 28 | 29 | 30 | 31 | 32 | 33 | 34 |
| --------- | -- | -- | - | -- | - | - | - | - | - | -- | -- | -- | -- | -- | -- | -- | -- | -- | -- | -- | -- | -- | -- | -- | -- | -- | -- | -- | -- | -- | -- | -- | -- | -- |
| Luogo     | C  | T  | T | C  | T | C | T | C | T | C  | T  | C  | T  | C  | T  | C  | T  | C  | T  | C  | T  | C  | T  | C  | T  | C  | T  | C  | T  | C  | T  | C  | T  | C  |
| Risultato | P  | N  | V | N  | V | V | N | V | V | V  | V  | N  | N  | V  | N  | P  | P  | V  | V  | N  | P  | N  | P  | V  | P  | N  | N  | N  | P  | V  | V  | N  | P  | P  |
| Posizione | 12 | 13 | 7 | 10 | 7 | 5 | 6 | 4 | 3 | 3  | 2  | 1  | 1  | 1  | 2  | 4  | 6  | 4  | 4  | 4  | 4  | 4  | 5  | 5  | 6  | 6  | 5  | 6  | 7  | 6  | 5  | 5  | 5  | 6  |

Legenda:

Luogo: C = Casa; T = Trasferta. Risultato: V = Vittoria; N = Pareggio; P = Sconfitta.

### Statistiche dei giocatori
| Giocatore      | Regionalliga sudovest | Regionalliga sudovest | Regionalliga sudovest | Regionalliga sudovest | Coppa di Germania | Coppa di Germania | Coppa di Germania | Coppa di Germania | Totale   | Totale | Totale      | Totale     |
| Giocatore      | Presenze              | Reti                  | Ammonizioni           | Espulsioni            | Presenze          | Reti              | Ammonizioni       | Espulsioni        | Presenze | Reti   | Ammonizioni | Espulsioni |
| -------------- | --------------------- | --------------------- | --------------------- | --------------------- | ----------------- | ----------------- | ----------------- | ----------------- | -------- | ------ | ----------- | ---------- |
| A. Abelski     | 32                    | 10                    | 6                     | 0                     | 1                 | 0                 | 0                 | 0                 | 33       | 10     | 6           | 0          |
| A. Aliu        | 0                     | 0                     | 0                     | 0                     | 0                 | 0                 | 0                 | 0                 | 0        | 0      | 0           | 0          |
| C. Anton       | 23                    | 1                     | 4                     | 0                     | 1                 | 0                 | 0                 | 0                 | 24       | 1      | 4           | 0          |
| K. Asaeda      | 7                     | 0                     | 0                     | 0                     | 0                 | 0                 | 0                 | 0                 | 7        | 0      | 0           | 0          |
| L. Bender      | 30                    | 6                     | 1                     | 0                     | 1                 | 0                 | 0                 | 0                 | 31       | 6      | 1           | 0          |
| F. Brighache   | 30                    | 1                     | 3                     | 0                     | 1                 | 0                 | 0                 | 0                 | 31       | 1      | 3           | 0          |
| C. Buchner     | 30                    | 4                     | 8                     | 0                     | 1                 | 0                 | 1                 | 0                 | 31       | 4      | 9           | 0          |
| S. Comvalius   | 34                    | 13                    | 2                     | 0                     | 1                 | 0                 | 0                 | 0                 | 35       | 13     | 2           | 0          |
| M. Cuntz       | 29                    | 4                     | 12                    | 1                     | 1                 | 0                 | 0                 | 0                 | 30       | 4      | 12          | 1          |
| M. Dingels     | 21                    | 0                     | 8                     | 1                     | 1                 | 0                 | 0                 | 0                 | 22       | 0      | 8           | 1          |
| L. Guenther    | 7                     | 0                     | 1                     | 0                     | 0                 | 0                 | 0                 | 0                 | 7        | 0      | 1           | 0          |
| K. Heinz       | 0                     | 0                     | 0                     | 0                     | 0                 | 0                 | 0                 | 0                 | 0        | 0      | 0           | 0          |
| T. Hollmann    | 22                    | 1                     | 3                     | 1                     | 0                 | 0                 | 0                 | 0                 | 22       | 1      | 3           | 1          |
| C. Keilmann    | 26                    | 0                     | 0                     | 0                     | 0                 | 0                 | 0                 | 0                 | 26       | 0      | 0           | 0          |
| T. Konrad      | 16                    | 0                     | 5                     | 0                     | 0                 | 0                 | 0                 | 0                 | 16       | 0      | 5           | 0          |
| S. Kröner      | 28                    | 0                     | 10                    | 2                     | 1                 | 0                 | 0                 | 0                 | 29       | 0      | 10          | 2          |
| F. Kuduzovic   | 28                    | 1                     | 1                     | 0                     | 0                 | 0                 | 0                 | 0                 | 28       | 1      | 1           | 0          |
| A. Lengsfeld   | 9                     | 0                     | 0                     | 0                     | 1                 | 0                 | 0                 | 0                 | 10       | 0      | 0           | 0          |
| K. Lushtaku    | 9                     | 0                     | 1                     | 0                     | 0                 | 0                 | 0                 | 0                 | 9        | 0      | 1           | 0          |
| E. Michels     | 0                     | 0                     | 0                     | 0                     | 0                 | 0                 | 0                 | 0                 | 0        | 0      | 0           | 0          |
| M. Quotschalla | 30                    | 5                     | 6                     | 1                     | 1                 | 0                 | 0                 | 0                 | 31       | 5      | 6           | 1          |
| C. Spang       | 24                    | 0                     | 4                     | 0                     | 0                 | 0                 | 0                 | 0                 | 24       | 0      | 4           | 0          |
| D. Thömmes     | 1                     | 0                     | 0                     | 0                     | 0                 | 0                 | 0                 | 0                 | 1        | 0      | 0           | 0          |
| M. Touré       | 9                     | 0                     | 1                     | 0                     | 1                 | 0                 | 0                 | 0                 | 10       | 0      | 1           | 0          |
| F. Zittlau     | 22                    | 2                     | 5                     | 0                     | 1                 | 0                 | 0                 | 0                 | 23       | 2      | 5           | 0          |